# Canton de Mélisey
Le canton de Mélisey est une circonscription électorale française située dans le département de la Haute-Saône et la région Bourgogne-Franche-Comté.

## Géographie
Ce canton est organisé autour de Mélisey dans l'arrondissement de Lure. Son altitude varie de 294 m (Magnivray) à 1 215 m (Haut-du-Them-Château-Lambert).

## Histoire
Par décret du 17 février 2014, le nombre de cantons du département est divisé par deux, avec mise en application aux élections départementales de mars 2015. Le canton de Mélisey est fusionné avec celui de Faucogney-et-La Mer, auxquels on ajoute la commune de Breuchotte. Il passe alors de 13 à 34 communes.

## Représentation

### Conseillers d'arrondissement (de 1833 à 1940)
| Période                                  | Période | Identité                   | Étiquette | Qualité |
| ---------------------------------------- | ------- | -------------------------- | --------- | --- |
| 1833                                     | 1848    | Julien Lamboley            |           | Maire de Mélisey                                                                                            |
|                                          |         |                            |           | |
| 1919                                     | 1934    | Victor Bennerotte          | Rad.      | Négociant à Haut-du-Them                                                                                    |
| 1934                                     | 1938    | Armand Bohly               | URD       | Industriel, conseiller municipal de Mélisey                                                                 |
| 1938                                     | 1940    | Louis Tuaillon (1906-1961) |           | Marchand de bois à Mélisey                                                                                  |
| 1940                                     |         |                            |           | Les conseils d'arrondissement ont été suspendus par la loi du 12 octobre 1940 et n'ont jamais été réactivés |
| Les données manquantes sont à compléter. |         |                            |           | |

### Conseillers généraux de 1833 à 2015
| Période     | Période          | Identité                                   | Étiquette                     | Qualité |
| ----------- | ---------------- | ------------------------------------------ | ----------------------------- | --- |
| 1833        | 1839             | Gabriel Eugène Augustin Lanoir (1798-1855) |                               | Notaire Propriétaire à Mélisey puis à Malbouhans                                                                |
| 1839        | 1848             | François Xavier Pingand                    |                               | Président du Tribunal de Lure puis de Dole                                                                      |
| 1848        | 1871             | Xavier Richard                             |                               | Notaire, maire de Mélisey                                                                                       |
| 1871        | 1886             | Charles-Joseph Lamboley                    | Droite                        | Notaire honoraire à Vesoul                                                                                      |
| 1886        | 1898             | Théodore Grosjean                          | Républicain                   | Négociant - Maire de Mélisey                                                                                    |
| 1898        | 1904             | Paul Juif                                  | Républicain anti-ministériel  | Médecin Maire de Mélisey                                                                                        |
| 1904        | 1916 (décès)     | Jules Tisserand                            | Rad.ministériel               | Instituteur, maire de Fresse                                                                                    |
| 1916        | 1919             | siège vacant                               |                               | |
| 1919        | 1927 (démission) | Louis Rochet                               | Républicain                   | Négociant, maire de Mélisey                                                                                     |
| 15 mai 1927 | 1934             | Alphonse Hermann                           | Rad.ind.                      | Industriel et Maire de Mélisey                                                                                  |
| 1934        | 1938 (décès)     | Victor Bennerotte (1869-1938)              | Rad.                          | Négociant à Haut-du-Them Président du conseil d'arrondissement de Lure                                          |
| 1938        | 1940             | Armand Bohly (1886-1957)                   | FR                            | Industriel, conseiller municipal de Mélisey, conseiller d'arrondissement Nommé conseiller départemental en 1943 |
|             |                  |                                            |                               | |
| 1945        | 1951             | Albert Caritey (1894-1974)                 | Rad.                          | Représentant de commerce à Mélisey                                                                              |
| 1951        | 1970             | Alfred Clerget                             | RPF puis RS puis UNR puis UDR | Industriel Député (1958-1967) Président du Conseil Général (1958-1970) Maire de Servance                        |
| 1970        | 2015             | Rose-Marie Daviot                          | Centriste puis MRG puis PRG   | Maire de Mélisey (1977-2008)                                                                                    |

### Représentation à partir de 2015
| Période élective | Période élective | Mandat | Mandat   | Identité         | Nuance | Nuance | Qualité |
| ---------------- | ---------------- | ------ | -------- | ---------------- | ------ | ------ | --- |
| 2015             | 2021             | 2015   | 2021     | Sylvie Coutherut |        | DVG    | Enseignante Adjointe au Maire de Saint-Barthélemy Vice-présidente de la CC de la haute vallée de l'Ognon (2014 → ) |
| 2015             | 2021             | 2015   | 2021     | Laurent Seguin   |        | PS     | Technicien forestier à l'ONF Maire de Faucogney-et-la-Mer (2001 → 2025) Président de la CC des 100 étangs (2003 → 2017) Président du Parc naturel régional des Ballons des Vosges (2014 → ) Vice-président du Pays des Vosges Saônoises[Quand ?] 3ème vice-président chargé de l'Environnement, la forêt et l'agriculture Ancien conseiller général du Canton de Faucogney-et-la-Mer (2004 → 2015) |
| 2021             | 2028             | 2021   | en cours | Sylvie Coutherut |        | DVG    | Conseillère sortante |
| 2021             | 2028             | 2021   | en cours | Laurent Seguin   |        | PS     | Conseiller sortant Président du Conseil départemental de la Haute-Saône (2025 → ) |

### Résultats détaillés

#### Élections de mars 2015
À l'issue du 1er tour des élections départementales de 2015, trois binômes sont en ballottage : Sylvie Coutherut et Laurent Seguin (DVG, 44,29 %), Marlène Demouge et Patrice Lombard (FN, 28,12 %) et Michel Cornaglia et Anne Lagarrigue (DVD, 27,6 %). Le taux de participation est de 62,48 % (6 101 votants sur 9 764 inscrits) contre 59,21 % au niveau départemental et 50,17 % au niveau national.
Au second tour, Sylvie Coutherut et Laurent Seguin (DVG) sont élus avec 46,16 % des suffrages exprimés et un taux de participation de 64,46 % (2 783 voix pour 6 293 votants et 9 763 inscrits).

#### Élections de juin 2021
Le premier tour des élections départementales de 2021 est marqué par un très faible taux de participation (33,26 % au niveau national). Dans le canton de Mélisey, ce taux de participation est de 41,87 % (3 963 votants sur 9 466 inscrits) contre 40,34 % au niveau départemental. À l'issue de ce premier tour, deux binômes sont en ballottage : Sylvie Coutherut et Laurent Seguin (DVG, 50,54 %) et Philippe Grosjean et Anne Lagarrigue (DVD, 27,39 %).
Le second tour des élections est marqué une nouvelle fois par une abstention massive équivalente au premier tour. Les taux de participation sont de 34,36 % au niveau national, 42,9 % dans le département et 44,66 % dans le canton de Mélisey. Sylvie Coutherut et Laurent Seguin (DVG) sont élus avec 59,02 % des suffrages exprimés (2 264 voix pour 4 227 votants et 9 464 inscrits),,.

## Composition

### Composition avant 2015

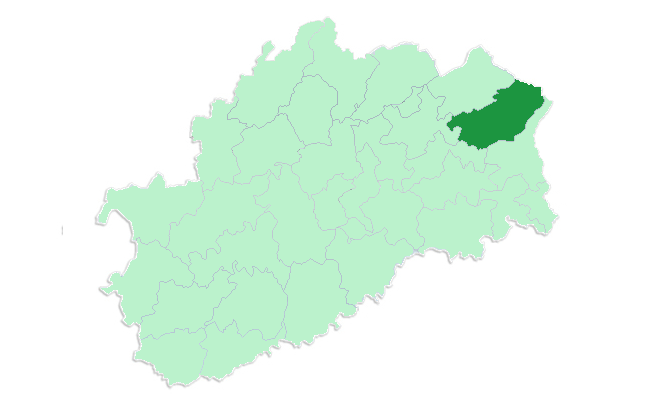
Situation du canton de Mélisey dans le département de la Haute-Saône avant 2015.

Le canton de Mélisey regroupait 13 communes.
| Nom                            | Code Insee | Codepostal | Superficie (km2) | Population (dernière pop. légale) | Densité (hab./km2) |
| ------------------------------ | ---------- | ---------- | ---------------- | --------------------------------- | ------------------ |
| Mélisey (chef-lieu)            | 70339      | 70270      | 20,67            | 1 662 (2012)                      | 80                 |
| Belfahy                        | 70061      | 70290      | 3,07             | 79 (2012)                         | 26                 |
| Belmont                        | 70062      | 70270      | 4,50             | 118 (2012)                        | 26                 |
| Belonchamp                     | 70063      | 70270      | 6,87             | 228 (2012)                        | 33                 |
| Écromagny                      | 70210      | 70270      | 6,80             | 160 (2012)                        | 24                 |
| Fresse                         | 70256      | 70270      | 27,15            | 739 (2012)                        | 27                 |
| Haut-du-Them-Château-Lambert   | 70283      | 70440      | 25,16            | 436 (2012)                        | 17                 |
| La Lanterne-et-les-Armonts     | 70295      | 70270      | 9,89             | 194 (2012)                        | 20                 |
| Miellin                        | 70345      | 70440      | 13,36            | 76 (2012)                         | 5,7                |
| Montessaux                     | 70361      | 70270      | 3,05             | 175 (2012)                        | 57                 |
| Saint-Barthélemy               | 70459      | 70270      | 13,46            | 1 153 (2012)                      | 86                 |
| Servance                       | 70489      | 70440      | 39,24            | 815 (2012)                        | 21                 |
| Ternuay-Melay-et-Saint-Hilaire | 70498      | 70270      | 25,74            | 521 (2012)                        | 20                 |

### Composition depuis 2015
Lors du redécoupage de 2014, le canton regroupait 34 communes.
À la suite de la création de la commune nouvelle de Servance-Miellin au 1er janvier 2017, le canton comprend désormais trente-trois communes.
| Nom                             | Code Insee | Intercommunalité      | Superficie (km2) | Population (dernière pop. légale) | Densité (hab./km2) | Modifier                                    |
| ------------------------------- | ---------- | --------------------- | ---------------- | --------------------------------- | ------------------ | ------------------------------------------- |
| Mélisey (bureau centralisateur) | 70339      | CC des mille étangs   | 20,67            | 1 643 (2022)                      | 79                 | modifier les données · modifier les données |
| Amage                           | 70011      | CC des mille étangs   | 6,54             | 305 (2022)                        | 47                 | modifier les données · modifier les données |
| Amont-et-Effreney               | 70016      | CC des mille étangs   | 16,83            | 166 (2022)                        | 9,9                | modifier les données · modifier les données |
| Belfahy                         | 70061      | CC des mille étangs   | 3,07             | 84 (2022)                         | 27                 | modifier les données · modifier les données |
| Belmont                         | 70062      | CC des mille étangs   | 4,50             | 141 (2022)                        | 31                 | modifier les données · modifier les données |
| Belonchamp                      | 70063      | CC des mille étangs   | 6,87             | 207 (2022)                        | 30                 | modifier les données · modifier les données |
| Beulotte-Saint-Laurent          | 70071      | CC des mille étangs   | 14,20            | 61 (2022)                         | 4,3                | modifier les données · modifier les données |
| Breuchotte                      | 70094      | CC du Pays de Luxeuil | 4,37             | 301 (2022)                        | 69                 | modifier les données · modifier les données |
| La Bruyère                      | 70103      | CC des mille étangs   | 6,32             | 169 (2022)                        | 27                 | modifier les données · modifier les données |
| La Corbière                     | 70172      | CC du Pays de Luxeuil | 3,15             | 110 (2022)                        | 35                 | modifier les données · modifier les données |
| Corravillers                    | 70176      | CC des mille étangs   | 11,20            | 164 (2022)                        | 15                 | modifier les données · modifier les données |
| Écromagny                       | 70210      | CC des mille étangs   | 6,80             | 150 (2022)                        | 22                 | modifier les données · modifier les données |
| Esmoulières                     | 70217      | CC des mille étangs   | 20,11            | 97 (2022)                         | 4,8                | modifier les données · modifier les données |
| Faucogney-et-la-Mer             | 70227      | CC des mille étangs   | 14,14            | 446 (2022)                        | 32                 | modifier les données · modifier les données |
| Les Fessey                      | 70233      | CC des mille étangs   | 5,54             | 129 (2022)                        | 23                 | modifier les données · modifier les données |
| Fresse                          | 70256      | CC des mille étangs   | 27,15            | 695 (2022)                        | 26                 | modifier les données · modifier les données |
| Haut-du-Them-Château-Lambert    | 70283      | CC des mille étangs   | 25,16            | 448 (2022)                        | 18                 | modifier les données · modifier les données |
| Lantenot                        | 70294      | CC du Triangle Vert   | 8,26             | 362 (2022)                        | 44                 | modifier les données · modifier les données |
| La Lanterne-et-les-Armonts      | 70295      | CC des mille étangs   | 9,89             | 196 (2022)                        | 20                 | modifier les données · modifier les données |
| La Longine                      | 70308      | CC des mille étangs   | 12,40            | 196 (2022)                        | 16                 | modifier les données · modifier les données |
| Magnivray                       | 70314      | CC du Pays de Luxeuil | 4,76             | 164 (2022)                        | 34                 | modifier les données · modifier les données |
| La Montagne                     | 70352      | CC des mille étangs   | 12,61            | 38 (2022)                         | 3,0                | modifier les données · modifier les données |
| Montessaux                      | 70361      | CC des mille étangs   | 3,05             | 170 (2022)                        | 56                 | modifier les données · modifier les données |
| La Proiselière-et-Langle        | 70425      | CC des mille étangs   | 7,06             | 145 (2022)                        | 21                 | modifier les données · modifier les données |
| Raddon-et-Chapendu              | 70435      | CC du Pays de Luxeuil | 12,50            | 852 (2022)                        | 68                 | modifier les données · modifier les données |
| Rignovelle                      | 70445      | CC du Triangle Vert   | 4,37             | 121 (2022)                        | 28                 | modifier les données · modifier les données |
| La Rosière                      | 70453      | CC des mille étangs   | 9,00             | 79 (2022)                         | 8,8                | modifier les données · modifier les données |
| Saint-Barthélemy                | 70459      | CC des mille étangs   | 13,46            | 1 091 (2022)                      | 81                 | modifier les données · modifier les données |
| Saint-Bresson                   | 70460      | CC du Pays de Luxeuil | 26,60            | 420 (2022)                        | 16                 | modifier les données · modifier les données |
| Sainte-Marie-en-Chanois         | 70469      | CC du Pays de Luxeuil | 4,79             | 209 (2022)                        | 44                 | modifier les données · modifier les données |
| Servance-Miellin                | 70489      | CC des mille étangs   | 52,60            | 764 (2022)                        | 15                 | modifier les données · modifier les données |
| Ternuay-Melay-et-Saint-Hilaire  | 70498      | CC des mille étangs   | 25,74            | 445 (2022)                        | 17                 | modifier les données · modifier les données |
| La Voivre                       | 70573      | CC des mille étangs   | 11,87            | 109 (2022)                        | 9,2                | modifier les données · modifier les données |
| Canton de Mélisey               | 7010       |                       | 415,58           | 10 677 (2022)                     | 26                 | modifier les données                        |

## Démographie

### Démographie avant 2015
| 1962  | 1968  | 1975  | 1982  | 1990  | 1999  | 2006  | 2011  | 2012  |
| ----- | ----- | ----- | ----- | ----- | ----- | ----- | ----- | ----- |
| 7 889 | 7 549 | 7 249 | 6 992 | 6 509 | 6 198 | 6 463 | 6 373 | 6 356 |

### Démographie depuis 2015
En 2022, le canton comptait 10 677 habitants, en évolution de −4,66 % par rapport à 2016 (Haute-Saône : −1,4 %, France hors Mayotte : +2,11 %).
| 2013   | 2018   | 2022   |
| ------ | ------ | ------ |
| 11 490 | 11 008 | 10 677 |